# Елеонора фон Анхалт-Цербст
Елеонора фон Анхалт-Цербст (на немски: Eleonore von Anhalt-Zerbst; * 10 ноември 1608, Цербст; † 2 ноември 1680, Остерхолм, Дания) от род Аскани, е принцеса от Анхалт-Цербст и чрез женитба херцогиня на Шлезвиг-Холщайн-Зондербург-Норбург.

## Живот
Дъщеря е на дъщеря на княз Рудолф фон Анхалт-Цербст (1576 – 1621) и първата му съпруга Доротея Хедвига (1587 – 1609), дъщеря на херцог Хайнрих Юлий фон Брауншвайг-Волфенбютел.
Елеонора се омъжва на 5 февруари 1632 г. в Норбург за херцог Фридрих фон Шлезвиг-Холщайн-Норбург (1581 – 1658). Тя е втората му съпруга. След смъртта на Фридрих през 1658 г. титлата взема първо Елеонора, след това най-големият им син. Страната фалира през 1669 г. по време на управлението на нейния заварен син Йохан Богислав и преминава отново към Дания.
Елеонора умира на 72-годишна възраст и е погребана до нейния съпруг.

## Деца
Елеонора и Фридрих имат децата:
- Елизабет Юлиана (* 24 май 1633; † 4 февруари 1704, Волфенбютел)

∞ 17 август 1656 херцог Антон Улрих фон Брауншвайг-Волфенбютел (1633 – 1714)
- Доротея Хедвиг (* 18 април 1636; † 23 септември 1692, Гандерсхайм), абатеса в манастир Гандерсхайм (1665 – 78) – става католичка

∞ 7 юни 1678 за граф Кристоф фон Ранцау-Хоенфелд (~1623 – 1696).
- Христиан Аугуст (* 30 април 1639, † 1687), английски адмирал
- Луиза Амьона (* 15 януари 1642, † 4 юни 1685)

∞ 28 август 1665 граф Йохан Фридрих I фон Хоенлое-Йоринген (1617 – 1702)
- Рудолф Фридрих (* 27 септември 1645, † 14 ноември 1688), холандски военен

∞ 10 юни 1680 графиня Бибиана фон Промниц (* 8 август 1649, † 19 август 1685)